# 日商岩井自動車販売
日商岩井自動車販売（にっしょういわいじどうしゃはんばい、略称NIMCO）は1987年から2004年にかけて存在した、大手商社日商岩井（現・双日）の子会社で、主に東京都内で輸入車を販売していた。

## 概要
当初はメルセデス・ベンツなどの輸入車を並行輸入して販売する会社としてスタートしたが、翌1988年にスズキが、GM（ポンティアック・シボレー）とプジョーの輸入を開始すると主にそれらを扱うディーラーとして活動した。しかしGM車はすでにヤナセも輸入・販売していたため、次第にプジョーにシフトしていった。
スズキがプジョー車の輸入から撤退した後はプジョー・ジャポンの正規ディーラーとして活動した。また、関連会社としてエヌ・アイ・ユーロモーターズを関西地区に設けた。
2004年に日商岩井とニチメンが合併し、双日が発足。それとほぼ同時期にNIMCOの経営権をプジョー・ジャポンに譲渡し、同社はプジョー東京（現・プジョー・シトロエン東京）となり現在に至る。

## 拠点
※1991年現在

### 営業所
- NIMCO目黒 - 東京都目黒区碑文谷5-1-3。2017年現在、プジョー目黒として営業中。
- NIMCO原宿 - 東京都渋谷区千駄ヶ谷4-3-1
- NIMCO世田谷 - 東京都世田谷区桜丘4-24-16。2017年現在、ホワイトハウスが運営する輸入二輪車ショップ「モトスクエア東京」になっている。
- NIMCO茨木 - 大阪府茨木市西河原2-20-12
- NIMCO西宮 - 兵庫県西宮市甲子園洲鳥町3-29。2013年～2016年まで八光自動車工業が運営するアバルト神戸が所在していた。

### パーツセンター
- NIMCO昭和島サービスセンター - 東京都大田区昭和島2-4-4